# Troglohyphantes pumilio
Troglohyphantes pumilio är en spindelart som beskrevs av Denis 1959. Troglohyphantes pumilio ingår i släktet Troglohyphantes och familjen täckvävarspindlar.
Artens utbredningsområde är Frankrike. Inga underarter finns listade i Catalogue of Life.